# Cirrhigaleus
Cirrhigaleus è un genere di squali squaliformi della famiglia degli Squalidi.

## Specie
- Pescecane pellerugosa, Cirrhigaleus asper (Merrett, 1973)
- Pescecane mandarino australe, Cirrhigaleus australis White, Last e Stevens, 2007[1]
- Pescecane mandarino, Cirrhigaleus barbifer Tanaka, 1912